# Uno TV
Uno TV  es un generador de contenidos mexicano, fundado el 22 de diciembre de 2008. Cuenta con tres plataformas: televisión, sitio web y servicio de SMS que transmite y publica información  de México y el mundo para distintas audiencias.     
Se ubica en los primeros lugares de ranking de medios en México y pertenece a la división de América Móvil Contenidos, dirigida por Arturo Elías Ayub y Luis Vázquez Fabris.

## Historia
UnoTV nació como una nueva propuesta que buscaba revolucionar la manera de hacer y consumir noticias; el proyecto vio la luz el 22 de diciembre de 2008 con la transmisión de dos noticiarios de manera digital a través del portal de Prodigy. 
En febrero de 2009 arrancó UnoTV.com, un portal de noticias que desde 2015 se consolidó en los primeros puestos de consumo, según la medición mensual de Comscore. 
El 2 de marzo de 2009, este medio envió un SMS a los usuarios de la compañía Telcel con las noticias más importantes del día. Tres meses más tarde, millones de mexicanos se enteraron de la muerte de Michael Jackson gracias a este mensaje.    
Un año después, en marzo de 2010, UnoTV amplió su envío del SMS y personalizó el mensaje para cada uno de los 32 estados de la República con lo más importante de las noticias de su región a través de un SMS local, el cual se enviaba de lunes a viernes a las 14:00 horas (hora centro de México). 
En 2020, el envío del SMS se amplió a los fines de semana, cubriendo de lunes a domingo todos los días del año.
El 17 de mayo de 2010, UnoTV lanzó su noticiario televisivo “Uno Noticias” a las 14:00 horas; y para 16 de abril de 2012 llegó el espacio informativo nocturno “Noticias en Claro”. Hasta la fecha, ambos noticiarios son transmitidos por televisión a través del Canal 52 de Noticias MVS y por el canal de YouTube de UnoTV.
En 2013 y 2014, UnoTV llevó a cabo programas especiales como “Universus”, donde equipos representativos de las mejores universidades de México debatían temas de interés nacional; la producción recibió el premio Quálitas 2013 que otorga la asociación "A favor de lo mejor". También creó una barra de contenidos digitales con producciones de distintos géneros como Zona de curvas, Historias de Uno, @LasMujeres, Dress Code y cápsulas de opinión política. 
El 22 de diciembre de 2018, UnoTV celebró su décimo aniversario y por ello, el 15 de enero de 2019 la Lotería Nacional emitió un billete conmemorativo10 para celebrar una década de compromiso con su audiencia. 

### Redes Sociales y renovación de contenido
Entre 2009 y 2021, UnoTV abrió sus cuentas en distintas redes sociales, alcanzando nuevos públicos a través de Twitter, Facebook, YouTube, Instagram y TikTok.
En 2016, llevó a cabo una renovación de contenido y diseño del sitio web, también adoptó nuevas formas de comunicación digital, cambiando la narrativa de la información con el objetivo de abarcar las nuevas exigencias de los usuarios. 

### Boleto de la Lotería Nacional
El 22 de diciembre de 2018, UnoTV celebró su décimo aniversario y por ello, el 15 de enero de 2019 la Lotería Nacional emitió un billete conmemorativo para celebrar una década de compromiso con su audiencia.

### Ranking de ComScore
Desde el 2015 hasta la fecha, UnoTV se ha conservado en el primer lugar del ranking de ComScore como el medio nativo digital más consultado por los mexicanos; y se ha mantenido en el top 5 del consumo de las empresas de medios en el país en usuarios, páginas vistas, sesiones y tiempo de permanencia en el portal de noticias.

### Coberturas y línea editorial
Las coberturas locales y nacionales de UnoTV han sido un referente para millones de personas, que han podido seguir la información más destacada a través de sus dispositivos y televisión como: el brote de Influenza en 2009, las elecciones presidenciales de 2012, 2018 y 2022 en México, las visitas de los Papas Benedicto XVI y Francisco, las elecciones presidenciales en Estados Unidos, el terremoto en Haití, el terremoto que afectó a diferentes estados de la República en 2017, la pandemia por el coronavirus SARS-CoV-2 y la vacunación contra el COVID-19, la muerte de la Reina Isabel II, entre muchas más. 
Actualmente la línea editorial de UnoTV está concentrada en la información utilitaria y el periodismo de soluciones, con el objetivo de brindar noticias que verdaderamente aporten a la vida cotidiana de los usuarios. 

### Arturo Elías Ayub
Es el director de Alianzas Estratégicas y Contenido de América Móvil.  
Cursó el diplomado en alta dirección en empresas en el IPADE. Actualmente es director de Alianzas Estratégicas y Contenidos de América Móvil y director general de Fundación Telmex Telcel. Desde 2008 es director general de UnoTV. Es integrante de los consejos de administración de Grupo Carso, Grupo Financiero Inbursa, UnoTV, América Móvil, del Instituto Carlos Slim de la Salud, Ferromex/ Grupo México, Transportes, Grupo Gigante, Grupo Kuo, y Dine. Previamente fue asesor de la dirección general de Telmex, director general de la pastelería El Globo y de la Sociedad Comercial Cadena y fue presidente del equipo de futbol Pumas de la UNAM, con el que conquistó un bicampeonato de la Liga mexicana y el Trofeo Santiago Bernabéu.  
En 2012, recibió el premio cima, que otorga la Universidad Anáhuac como Líder del Año por su trayectoria profesional y en 2018 el Comité Mr. Amigo lo nombró Mr. Amigo 2018. Al frente de la Fundación Telmex Telcel obtuvo el Premio Nacional del Deporte, en el área de Fomento al Deporte, en 2007, 2008 y 2017.

## Aplicaciones y distribución de contenido

### Aplicaciones
- Aplicación móvil para iOS[27] y Android[28]

### Televisión
- MVStv (Transmisión del noticiero)